# Pterygellus polymorphus
Pterygellus polymorphus är en svampart som beskrevs av Corner 1966. Pterygellus polymorphus ingår i släktet Pterygellus och familjen kantareller.   Inga underarter finns listade i Catalogue of Life.